# جو غودارد
جو غودارد (بالإنجليزية: Joe Goddard) هو لاعب كرة قاعدة أمريكي، ولد في 23 يوليو 1950 في بيكلي في الولايات المتحدة.

## وصلات خارجية
- جو غودارد على موقعبيزبول رفرنس.كوم (الدوري الرئيسي) (الإنجليزية)
- جو غودارد على موقعبيزبول رفرنس.كوم (الدوري الثانوي) (الإنجليزية)